# Авианосцы типа «Унрю»
Авианосцы типа «Унрю» (яп. 雲龍型航空母艦 Унрю:гата ко:ку:бокан) — серия японских авианосцев.
Постройка третьего японского среднего авианосца («Унрю») была включена в Экстренную программу пополнения флота 1941 года. Ещё 13 кораблей (против 15 в проекте) было запланировано по Модифицированной пятой программе завершения военных приготовлений флота 1942 года. Они должны были стать самыми массовыми японскими авианосцами, компенсировав военные потери в единицах этого типа. Фактически же с августа 1942 года по июль 1943 года на стапелях верфей «большой четвёрки» (арсеналы флота в Курэ и Йокосуке, предприятия «Мицубиси» и «Кавасаки» в Нагасаки и Кобэ) было заложено только шесть кораблей. Из них к осени 1944-го в строй были введены только три, остальные так и остались недостроенными.
Конструкция типа «Унрю» была основана на модифицированном проекте более раннего авианосца «Хирю». Основными его отличиями стали перенос надстройки на правый борт и сокращение числа самолётоподъёмников до двух. Также некоторые изменения были сделаны по итогам сражения у атолла Мидуэй, в частности — размещение воздухозаборников котельных и машинных отделений с обеих бортов. В целях удешевления постройки «Кацураги» и «Асо» получили менее мощные ТЗА с эсминцев типа «Акидзуки», «Икома» строился по изменённому проекту с модифицированными котлами и ТЗА, а также электроэнергетической системе переменного тока, а не постоянного.
Три корабля вступили в строй в самом конце Второй мировой войны, когда в Японии уже не осталось достаточного числа лётчиков палубной авиации. Поэтому для этих авианосцев никогда не формировались авиагруппы и их использовали для перевозки самолётов и других грузов. «Унрю» был потоплен в декабре 1944 года американской подводной лодкой, а «Амаги» был тяжело повреждён и лёг на грунт после налёта американской авиации на ВМБ Курэ в июле 1945 года. «Кацураги» пережил войну, затем активно использовался для перевозки японских репатриантов обратно в Японию и в 1946—1947 годах был разделан на металл.

## Конструкция

### Броневая защита
По броневой защите тип «Унрю» был близок к «Хирю» и «Сорю». Она также рассчитывалась исходя из необходимости защиты энергетической установки и цистерн авиабензина от огня эсминцев, а погребов боезапаса — от попаданий 203-мм снарядов с тяжёлых крейсеров противника.
Тонкий главный броневой пояс из 46-мм плит CNC прикрывал район котельных и машинных отделений (между 99 и 167 шпангоутами). Погреба же были защищены сильно и по той же схеме, что на крейсерах типа «Могами» — внутренним (с наклоном верхней кромкой наружу, под углом 20°) поясом из плит NVNC максимальной толщиной 140 мм, сужающимся к нижней кромке до 50 мм. Нижняя его часть также выполняла роль противоторпедной переборки.
Сверху энергетическую установку прикрывала броневая нижняя палуба из 25-мм листов стали типа D. На большей части её площади она была плоской, однако над котельными отделениями правого борта имела наклон вверх, соединяясь в итоге с средней палубой — из-за необходимости пропустить под ней дымоходы от котлов левого борта к трубам. Погреба же защищала броневая самая нижняя палуба из плит CNC толщиной 56 мм.
Цистерны авиабензина защищались теми же внутренним броневым поясом и броневой самой нижней палубой, что и погреба боезапаса, но с меньшей толщиной плит. Усиленную по сравнению с «Хирю» броневую защиту имели румпельные отделения и отделения рулевых машин, но точная толщина составлявших её плит неизвестна. Дымоходы котлов имели внутри тонкие броневые колосники там, где они проходили через броневую палубу. Наконец, под погребами боезапаса и цистернами авиабензина находилось бронированное двойное дно, замыкавшее защищавшие их броневые коробки из поясной и палубной брони.
На авианосцах «Кацураги» и «Асо» броневая защита существенно отличалась. Главный броневой пояс на них имел толщину 50 мм, внутренний клиновидный пояс в носовой части — до 100 мм (сужался до 70 мм в районе погребов и до 56 мм в районе цистерн авиабензина). Нижняя броневая палуба собиралась из 25-мм плит (кроме участка над отсеком носовых электростанций, где плиты были 56-мм), самая нижняя в носу — из 25-мм над цистернами авиабензина и из 56-мм над погребами боеприпасов. В корме броневая защита погребов и цистерн авиабензина из-за проходивших там туннелей гребных валов была устроена сложнее и разрезе имела грибовидную форму. Внутренний пояс (100—75 мм в районе погребов и 100—55 мм в районе цистерн) занимал по высоте только одно межпалубное пространство. Дальше над валами шла 25-мм платформа (низ «шляпки»), а вниз от неё 55-мм вертикальная переборка («ножка» гриба). В передней части кормовых погребов 25-мм нижняя и 42-мм самая нижняя палубы перекрывались. Над остальной часть погребов в корме толщина самой нижней палубы составляла 56 мм, а над цистернами авиабензина — 25 мм. Румпельные отделения и отделения рулевых машин прикрывались 55-мм вертикальными и 56-мм горизонтальными (только сверху) плитами. Элеваторы авиационных боеприпасов имели стенки и верхний люк толщиной 56 мм (у кормового толщина стенок уменьшалась под броневой нижней палубой), патронные элеваторы — только 25-мм комингсы. Вся броня изготавливалась из броневых сталей марок CNC1 и CNC2, кроме защищавшего погреба вертикального пояса, собиравшегося из плит NVNC.
Конструктивная подводная защита (КПЗ) типа «Унрю» полностью повторяла КПЗ «Хирю». В районе машинных и котельных отделений она была сравнительно лёгкой и была представлена двойным бортом и обычной продольной переборкой. Пространство между ними было поделено платформами на отсеки, использовавшиеся в качестве топливных цистерн. На трюмной палубе коридоры кабельных трасс отделялись дополнительной переборкой. В целом такая конструкция явно не рассчитывалась на сопротивление взрыву торпеды, для защиты этой части корпуса конструкторы полагались на развитое деление на отсеки. В районе же погребов боезапаса и цистерн авиабензина роль КПЗ выполняли нижняя часть броневого пояса и бронированное двойное дно.

### Энергетическая установка
На авианосцах типа «Унрю» устанавливалась четырёхвальная паротурбинная установка. По исходному проекту она должна была иметь те же агрегаты мощностью 152 000 л. с. (111,8 МВт) и котлы, что и «Сорю» с «Хирю». Максимальная проектная скорость — 34 узла, удельная мощность — 64,35 л. с. на тонну. Но из-за нехватки производственных мощностей было решено оснастить авианосцы «Кацураги» и «Асо» комплектами механизмов от эсминцев типа «Акидзуки» мощностью 104 000 л. с. (76,49 МВт). Максимальная проектная скорость на них снизилась до 32 узлов. На всех подтипах носовые ТЗА вращали внутренние валы, а кормовые — внешние.
На подтипе «Унрю» устанавливались 4 турбозубчатых агрегата мощностью по 38 000 л. с. (27,95 МВт), размещавшихся в четырёх машинных отделениях, разделённых продольной и поперечной переборками. Каждый из агрегатов включал в себя активные турбины высокого (12 410 л. с. при 2613 об/мин), среднего (12 340 л. с. при 2613 об/мин) и низкого давления (13 250 л. с. при 2291 об/мин). ТВД и ТСД были однопоточными, ТНД — двухпоточной. Через 39,5-тонный редуктор с геликоидной передачей (одна центральная шестерня и три ведущие шестерни от турбин, передаточные числа от 6,74 до 7,68) они вращали вал гребного винта. Передняя пара ТЗА работала на внутренние валы, задняя пара — на внешние. Материал роторов турбин — закалённая сталь, лопаток — нержавеющая сталь B.
В корпусах турбин низкого давления (ТНД) находились турбины заднего хода общей мощностью 40 000 л. с. (по 10 000 л. с. каждая), вращая винты в направлении обратном к вращению винтов при переднем ходе. Для экономичного хода имелись две крейсерские турбины (мощностью по 2770 л. с. при 4796 об/мин) — по одной в составе передних ТЗА. Через отдельный редуктор (одна ведущая шестерня, передаточное число 4,457) каждая из них соединялась с турбиной среднего давления агрегата. Отработанный пар с турбины крейсерского хода (ТКХ) поступал на вторую ступень ТВД и далее на ТСД и ТНД, вместе они выдавали на валу 3750 л. с. (7500 суммарно) при 140 об/мин штатно и 5740 л. с. (11480 суммарно) при 165 об/мин при форсировке. Во всех режимах, кроме крейсерского, пар поступал прямо на первую ступень ТВД, для перехода между ними был предусмотрен поворотный механизм с 7,5-сильным электроприводом. Отработанный пар собирался в четырёх однопоточных конденсаторах типа «Унифлюкс» (по одному рядом с каждой ТНД), с общей охлаждаемой площадью в 5103,6 м².
Па́ром турбозубчатые агрегаты питали восемь водотрубных котлов типа «Кампон Ро Го» с нефтяным отоплением, с пароперегревателями и предварительным подогревом воздуха. Рабочее давление перегретого пара — 22,0 кгс/см² при температуре 300 °C. Котлы были установлены в восьми котельных отделениях, продукты сгорания от них выводились по дымоходам в две изогнутые наружу и вниз дымовые трубы, находившиеся по правому борту за надстройкой. Трубы оснащались стандартной японских авианосцев с их бортовым размещением системой охлаждения дыма душем из забортной воды. На «Касаги» для упрощения постройки трубы имели не эллиптическое, а шестиугольное сечение. Также были предусмотрены съёмные крышки труб на случай сильного крена на правый борт при боевых или аварийных повреждениях, впервые появившиеся на «Рюдзё». В нормальном положении они были задраены, при крене же их следовало поднять для выпуска продуктов сгорания. Нормальный запас мазута составлял 2500 тонн, полный — 3750 тонн, проектная дальность во втором случае— 8000 морских миль 18-узловым ходом.
Авианосец № 5007 («Икома») по проекту должен был оснащаться четырьмя турбозубчатыми агрегатами тип № 1 хэй модель 30, имевшими ту же конструкцию и мощность, что и ТЗА «Кампон» подтипа «Унрю». Паром с давлением 20,0 кгс/см² при температуре 300 °C их должны были питать котлы тип № 1 модель 2300 Ро Го. Удельная мощность — 63,04 л. с. на тонн.
На подтипе «Кацураги» устанавливались 4 турбозубчатых агрегата мощностью по 26 000 л. с. (19,12 МВт) с эсминцев типа «Акидзуки». Каждый из них включал турбины высокого, среднего и низкого давления, работающих на вал через редуктор. Турбина заднего хода была установлена в корпусе ТНД. Передние ТЗА имели по две крейсерские турбины (высокого и низкого давления), соединённые через редуктор с ТСД. Паром с давлением 30,0 кгс/см² при температуре 350 °C их снабжали восемь водотрубных котлов «Кампон Ро Го». На ходовых испытаниях «Кацураги» развил максимальную скорость в 32,709 узла.
В электроэнергетическую систему кораблей входили три турбогенератора по 400 КВт и два дизель-генератора по 200 КВт, вырабатывавших постоянный ток с напряжением 225 В. Также имелись вспомогательные генераторы для питания радиооборудования и других корабельных устройств. Роль резервных источников питания выполняли аккумуляторные батареи № 3 модель 1, включавшие: две группы по 112 элементов на 320 А·ч общекорабельного назначения, одна группа из 112 элементов на 160 А·ч для рулевых машин, три группы по 11 элементов для телефонной сети. На авианосце № 5007 («Икома») планировалось использовать электроэнергетическую систему из трёх турбогенераторов по 650 КВт и двух дизель-генераторов по 450 КВт, вырабатывавшую переменный ток с напряжением 450 В. Резервное питание на нём должно было быть представлено аккумуляторными батареями тип № модель 1: четыре группы по 53 элемента общекорабельного назначения, семь групп по 53 элемента для рулевых машин, семь групп по 11 элементов для телефонной сети. Также на кораблях устанавливались три (пять на «Икоме») рефрижераторные машины и одна установка по изготовлению сухого льда холодильной производительностью 5040 и 6300 ККал соответственно.
Авианосцы имел четыре трёхлопастных гребных винта диаметром 3,8 м (3,9 м на «Икоме»). За ними находились два параллельных балансирных руля площадью по 26,8 квадратных метра, практически идентичных по конструкции установленным на «Сорю» (только форма пера руля была незначительно изменена). Рулевое устройство позволяло произвести полную перекладку пера руля с борта на борт за 30 секунд. Диаметр циркуляции при полной перекладке руля на полном ходу составлял 4,3, а выдвиг — 3,66 длин корабля по ватерлинии, максимальный крен при этом — 8°. Предусматривался и аварийный руль, представляющий собой деревянный щит с буксирным и двумя рулевыми тросами, который предполагалось использовать при потере пера руля.

### Вооружение

#### Артиллерийское
Авианосцы имели двенадцать 127-мм зенитных орудий тип 89 в шести спаренных установках модели A1. Все установки были размещены в спонсонах на уровне палубы зенитных орудий и автоматов. Для увеличения углов обстрела были сделаны небольшие вырезы в лётной палубе над орудиями, для защиты надстроек от собственной стрельбы имелись ограничители в виде трубчатых рам, которые должны были удерживать орудийные стволы от поворота в опасную зону. Размещались установки точно также, как и на «Хирю»: четыре из них находились в носовой части корабля и две — в кормовой, симметрично по бортам. По правому борту они имели нечётные номера (1, 3, 5), по левому — чётные (2, 4, 6). По проекту предусматривалось, что кормовая установка правого борта должна быть оборудована дымозащитным щитом (как на «Хирю»), но фактически в целях упрощения строительства он не устанавливался.
Нормальный боекомплект 127-мм унитарных выстрелов составлял 250 штук на орудие, максимальный — 262. Подача их из погребов (расположенных под броневой самой нижней палубой в носу и в корме, между погребами бомб и цистернами авиабензина) производилась семью элеваторами до перегрузочных постов (на которых размещались кранцы первых выстрелов, также они играли роль укрытий для расчётов), оттуда вручную подавались до расположенных рядом орудий подносчиками боеприпасов. Гильзы после выстрела сбрасывались в специальные выгородки под орудийными платформами, чтобы не мешать действиям расчётов. На шлюпочной палубе в корме для тренировки заряжающих находился зарядный станок. Управление огнём 127-мм орудий осуществлялось с двух отдельных командных постов, каждый из которых был оснащён СУАЗО тип 94 с 4,5-метровым дальномером. Пост управления орудиями левого борта находился в командном пункте ПВО с правого борта островной надстройки (изначально планировалось разместить его на верхнем ярусе, перенос был вызван размещением там антенного поста РЛС ОВЦ), аналогичный пост с правого борта — на башенке, установленной на палубе зенитных орудий и автоматов, и по сравнению с «Хирю» сильно смещённой к корме. Также на авианосцах имелось три 110-см боевых прожектора тип 96 модель 1 (два — на убирающихся под лётную палубу станках, место ещё одного по проекту было занято антенным постом РЛС № 21, четвёртый — на отдельном спонсоне справа от островной надстройки), два 60-см и два 20-см сигнальных прожектора, два 2-КВт сигнальные лампы модель 1 2-й модификации.
Малокалиберная зенитная артиллерия была представлена по проекту двумя спаренными и девятью строенными автоматами тип 96 (всего 31 ствол), также находившихся в спонсонах, как и орудия. В ходе строительства их количество последовательно усиливалось первоначально до двадцати четырёх одиночных и тринадцати строенных автоматов (53 ствола), потом до двадцати пяти одноствольных и двадцати одного строенного (88 стволов). «Унрю» вступил в строй с 21-м строенным автоматом, но практически сразу же после этого был добавлен 22-й (по левому борту от аварийного барьера № 3). Строенные автоматы размещались следующим образом:
- Три автомата находились под носовым срезом лётной палубы;
- Девять автоматов по левому борту в трёх группах — слева от носового самолётоподъёмника и аварийного барьера № 2, перед и за 127-мм установкой № 6;
- Семь автоматов по правому борту в трёх группах — перед и за 127-мм установкой № 5 и один за островной надстройкой;
- Три автомата размещались под кормовым срезом лётной палубы[16].

Одиночные автоматы (точное их число неизвестно, но больше, чем по проекту — 30 на «Унрю» на момент вступления в строй, 23 на «Кацураги» в конце войны) были расставлены по всему кораблю — на баке, на переходных мостиках, на надстройке, на площадках технического состава, на юте. Для обоих типов автоматов нормальный боекомплект составлял 2600 патронов на ствол, максимальный — 2700. Размещён он был в погребах в носовой и кормовой части корабля (под погребами 127-мм орудий). С помощью четырёх элеваторов боеприпасы поднимались до нижней палубы, оттуда вручную переносились до пяти элеваторов, доставляющих их непосредственно к батареям. Кранцы первых выстрелов располагались рядом с самими автоматами, плюс ещё имелись небольшие выгородки для размещения боекомплекта рядом с платформами. Управление огнём 25-мм зенитных автоматов осуществлялось с шести (пять по исходному проекту) постов управления, оснащённых визирными колонками тип 95. Пост № 1 был расположен в самом носу, рядом с носовой группой автоматов, № 2 — слева от носового подъёмника, № 3 — на спонсоне справа от сигнальной мачты, № 4 — слева от седьмого троса аэрофинишера, № 5 — справа от восьмого троса аэрофинишера и № 6 (отсутствовавший по исходному проекту) — под кормовым обрезом лётной палубы. Два поста размещались в закрытых башенках: № 1 для защиты от забрызгивания, № 3 для защиты от задымления.
Дополнительно к орудиями и автоматам авианосцы имели по шесть пусковых установок 12-см неуправляемых зенитных ракет, установленных в носовой части по обеим бортам лётной палубы. На вошедших в строй «Унрю», «Амаги» и «Кацураги» ПУ были двадцативосьмиствольными, на последующих кораблях планировалось использовать тридцатиствольные ПУ. Боекомплект составлял 140 ракет на установку, или по 5 полных залпов.

### Экипаж и условия обитаемости
По проекту экипаж на авианосцах «Унрю» включал 53 строевых офицера, 29 младших офицеров специальной службы, 43 мичмана и 976 старшин и матросов — всего 1 101 человек, как и на «Хирю». В случае, если авианосец был флагманом соединения кораблей, к этой цифре добавлялось 19 офицеров штаба и 8 вольнонаёмных.
Фактически же к моменту вступления «Унрю», «Амаги» и «Кацураги» в строй в 1944 году их экипажи состояли уже из 1571 человека — 61 строевого офицера, 37 младших офицеров специальной службы, 56 мичманов, 375 старшин и 1042 матросов. Такой его рост не был компенсирован увеличением размеров корабля и привёл к ухудшению условий обитаемости. Строевые офицеры в результате размещались в основном в двух- и четырёхместных каютах, младшие офицеры специальной службы — в восьмиместных.

## Строительство
Финансирование постройки заказанного по Экстренной программе пополнения флота авианосца № 302 в размере 87,024 млн иен было выделено весной 1942 года. На стапеле Арсенала флота в Йокосуке он был заложен 1 августа 1942 года под названием «Унрю» — «Дракон, летящий по небу верхом на облаке». Ещё 5 кораблей, заказанных по Модифицированной Пятой программе, заложили с октября 1942 по июль 1943 года — два в Арсенале флота в Курэ, два на частной верфи «Мицубиси» в Нагасаки и один на верфи «Кавасаки» в Кобэ. Они получили имена в честь горных вершин, ранее присваивавшихся только линейным крейсерам и крейсерам 1-го класса. Авианосец № 5001 был назван «Амаги» (в честь вулкана высотой 1406 м в префектуре Сидзуока), № 5003 — «Кацураги» (в честь горы на границы префектур Осака и Нара), № 5004 — «Касаги» (в честь священной горы в префектуре Киото), № 5006 — «Асо» (в честь вулкана высотой 1592 м в префектуре Кумамото), № 5007 — «Икома» (в честь горы на границы префектур Осака и Нара).
Уже в 1943 году от закладок новых крупных кораблей было решено отказаться, и последние 8 авианосцев типа «Унрю» (№ 5008—5015) так и остались на бумаге, названия им тоже официально не присваивались (по некоторым данным, № 5008 должен был получить имя «Курама»). Из уже заложенных шести корпусов закончены было только три — «Унрю», «Амаги» и «Кацураги», вошедшие в строй в августе-октябре 1944 года. Постройка «Асо» и «Икомы» была остановлена 9 ноября того же года на 60 % готовности (последний был спущен на воду уже после этого для освобождения стапеля), в случае же «Касаги» она продолжалась до 1 апреля 1945 года и замерла на 84 % готовности.
| Название            | Место постройки            | Заложен        | Спущен на воду   | Введён в эксплуатацию | Судьба |
| ------------------- | -------------------------- | -------------- | ---------------- | --------------------- | --- |
| Унрю (яп. 雲龍)     | Арсенал флота, Йокосука    | 1 августа 1942 | 25 сентября 1943 | 6 августа 1944        | Потоплен американской подводной лодкой «Редфиш» на переходе из Курэ в Манилу 19 декабря 1944 года                                                       |
| Амаги (яп. 天城)    | Верфь «Мицубиси», Нагасаки | 1 октября 1942 | 15 октября 1943  | 10 августа 1944       | Тяжело повреждён американской авиацией в Курэ 24 июля 1945 и 28 июля лёг на грунт. Поднят и разделан на металл в 1946—1947 годах.                       |
| Кацураги (яп. 葛城) | Арсенал флота, Курэ        | 8 декабря 1942 | 19 января 1944   | 15 октября 1944       | После войны использовался в службе репатриации. Разделан на металл в 1946—1947 годах.                                                                   |
| Касаги (яп. 笠置)   | Верфь «Мицубиси», Нагасаки | 14 апреля 1943 | 19 октября 1944  | —                     | Постройка прекращена 1 апреля 1945 года при готовности 84 %. Разделан на металл в 1946—1947 годах.                                                      |
| Асо (яп. 阿蘇)      | Арсенал флота, Курэ        | 8 июня 1943    | 1 ноября 1944    | —                     | Постройка остановлена 9 ноября 1944 года при готовности 60 %. Потоплен в июле 1945 года в качестве цели. Поднят и разделан на металл в 1946—1947 годах. |
| Икома (яп. 生駒)    | Верфь «Кавасаки», Кобэ     | 5 июля 1943    | 17 ноября 1944   | —                     | Постройка остановлена 9 ноября 1944 года при готовности 60 %. Разделан на металл в 1946—1947 годах.                                                     |